# Remember the Night
Remember the Night is een Amerikaanse romantische film uit 1940 onder regie van Mitchell Leisen. Destijds werd de film in Nederland uitgebracht onder de titel Verzachtende omstandigheden.

## Verhaal

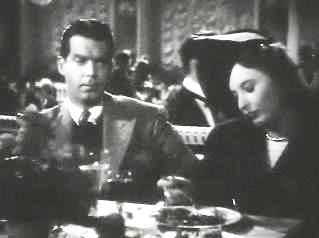
Fred MacMurray en Barbara Stanwyck als John Sargent en Lee Leander

Vlak voor Kerstmis wordt Anna Rose Malone, ook wel bekend als Lee Leander, in New York betrapt op het stelen van juwelen. John Sargent, de officier van justitie, wordt aangewezen om haar aan te klagen. De rechtszaak begint vlak voor Kerstmis. John vreest dat de kerstsfeer het oordeel van de jury kan beïnvloeden en laat het uitstellen tot na de feestdagen. Omdat hij niet vindt dat ze in deze periode haar dagen moet doorbrengen in een koude cel, betaalt hij haar borg en nodigt haar uit bij hem te verblijven.
Wanneer hij tot de ontdekking komt dat zij vlak bij zijn familie woont, biedt hij aan haar af te zetten op weg naar zijn moeder. Onderweg raken ze verdwaald en stranden ze na een kleine auto-ongeluk op privéterrein. De eigenaar, een kwade boer, is vastberaden hen te laten arresteren. Lee helpt John ontsnappen door de prullenbak in brand te steken. Terwijl ze op de vlucht slaan, confronteert John haar met haar zorgeloze daden, waarop zij antwoordt dat haar geest anders werkt.
Eenmaal aangekomen bij haar moeder merkt John dat Lee een koude ontvangst krijgt van haar moeder, die het haar dochter nog steeds niet heeft vergeven dat ze haar ooit heeft bestolen. Hij krijgt medelijden met haar en nodigt haar uit om bij zijn familie te blijven. Daar wordt ze hartelijk ontvangen door alle familieleden en vooral Johns moeder. Tijdens hun verblijf worden Lee en John verliefd op elkaar. Zijn moeder vertelt haar dat John zich van een armoedige achtergrond met veel moeite naar boven heeft gewerkt. Lee snapt dat hij zijn carrière op het spel zet, als zij een relatie krijgen.
Op hun terugweg brengen Lee en John eerst een bezoek aan de Niagarawatervallen. Ondertussen maken ze zich zorgen wat ze moeten doen met de rechtszaak. Zij begrijpt dat hij zich in de nesten werkt door haar advocaat de zaak te laten winnen. Dit probeert ze te voorkomen door toe te geven dat ze schuldig is aan de aanklacht. Terwijl ze wordt weggevoerd, belooft ze John om met hem te trouwen als na haar straf niets veranderd is.

## Rolbezetting
| Acteur              | Personage                    |
| ------------------- | ---------------------------- |
| Barbara Stanwyck    | Lee Leander/Anna Rose Malone |
| Fred MacMurray      | John 'Jack' Sargent          |
| Beulah Bondi        | Mevrouw Sargent              |
| Elizabeth Patterson | Tante Emma                   |
| Willard Robertson   | Francis X. O'Leary           |
| Sterling Holloway   | Willie Simms                 |
| Charles Waldron     | Rechter in New York          |
| Paul Guilfoyle      | Officier van justitie        |

## Achtergrond
Het script dat Preston Sturges schreef werd uiteindelijk flink ingekort door regisseur Mitchell Leisen, die eerder het script Easy Living (1937) van Sturges verfilmde. Sturges was zo ontevreden met het uiteindelijke script, dat hij besloot om voortaan zijn eigen scenario's te regisseren. Desondanks was hij zo enthousiast over Barbara Stanwycks optreden, dat hij de film The Lady Eve (1947) speciaal voor haar schreef.
Ook Leisen was zeer positief te spreken over Stanwyck. Hij noemde haar een 'vrouw met grenzeloze bekwaamheden en, samen met Carole Lombard, de simpelste vrouw waar ik ooit mee samen heb gewerkt'. Het was voor de actrice de eerste samenwerking met Fred MacMurray. Ze zouden uiteindelijk ook nog gezamenlijk in Double Indemnity (1944), The Moonlighter (1953) en There's Always Tomorrow (1956) spelen.
De opnamen vonden plaats tussen juli en september 1939. De film was al acht dagen voor de planning voltooid en kostte $50.000 minder dan gedacht. De première vond pas maanden later plaats en werd zeer goed ontvangen door de pers en het publiek.